# 雾豹蛛
雾豹蛛（学名：Pardosa nebulosa）为狼蛛科豹蛛属的动物。分布于意大利、希腊、罗马利亚、俄罗斯以及中国大陆的湖南、浙江、四川、新疆、广东、陕西、江西等地，主要栖息于草丛及旱作农田。